# Querkraft Architekten
querkraft architektur ist ein 1998 in Wien gegründetes Architekturbüro bestehend aus den drei Gründern Jakob Dunkl, Gerd Erhartt, Peter Sapp und ihrem Team, das aus rund 45 Mitarbeiter und Mitarbeiterinnen besteht.

## Geschichte
Das Architekturbüro querkraft mit Sitz in Wien wurde von den Architekten Jakob Dunkl, Gerd Erhartt, Peter Sapp und Michael Zinner 1998 gegründet. In 2004 verließ Michael Zinner das Büro und seit 2014 sitzt querkraft in der ehemaligen Börse, wo sie einen nicht mehr benutzten Technikraum zu ihrem Büro umgestaltet haben.

## Inhaber
- Jakob Dunkl (* 1963, Frankfurt am Main), 2002–2004 Sprecher IG-Architektur, 2010–2013 Sprecher Plattform Baukultur, 2012–2016 Moderator der TV-Architekturdoku Meine Stadt - Ma Ville für ARTE[2]
- Gerd Erhartt (* 1964, Wien), Gastprofessur an der Roger Williams University in Bristol 2001 und 2004 (Rhode Island, USA)
- Peter Sapp (* 1961, Linz), ordentlicher Professor 2006–2012 Akademie der Bildenden Künste München

## Realisierte Projekte (Auszug)

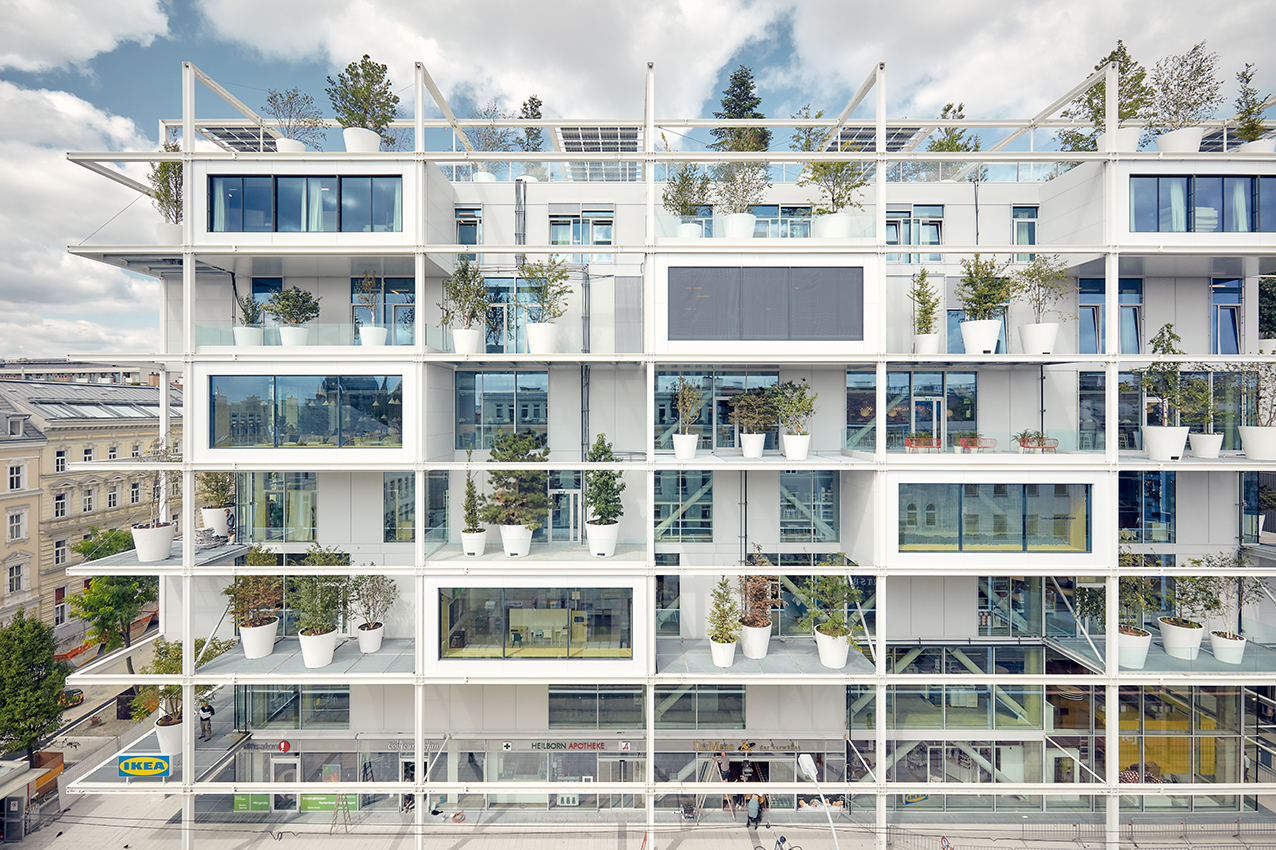
IKEA Wien Westbahnhof mit 160 Bäumen

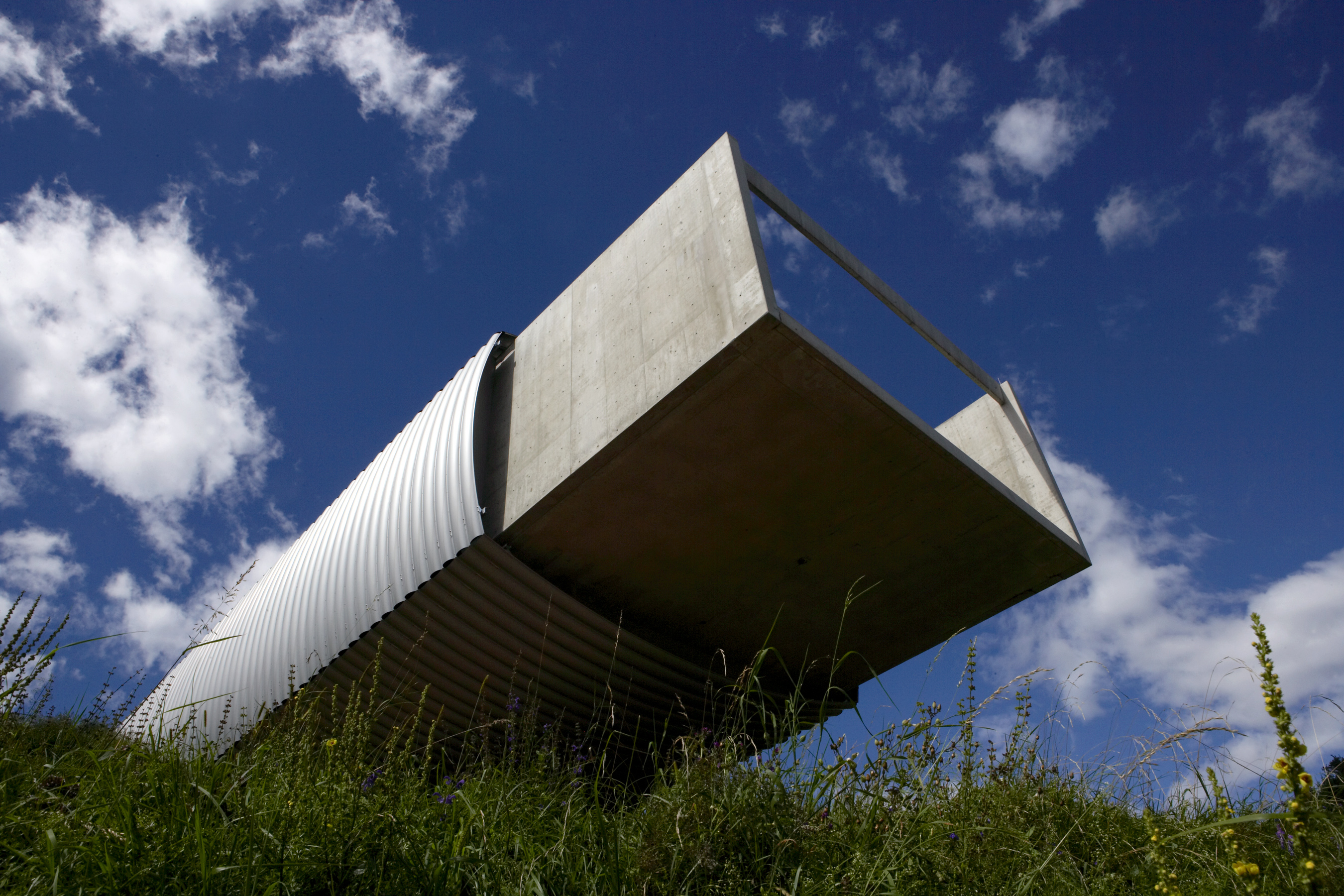
Museum Liaunig

- 2002 TRE Trevision Betriebsgebäude, Großhöflein[3], Österreich
- 2003 VIT Unternehmensgebäude, Asperhofen, Österreich
- 2003 DRA Einfamilienhaus, Wien, Österreich
- 2004 LEE Wohnbau Leebgasse, Wien, Österreich
- 2006 Adidas Brand Center, Herzogenaurach, Deutschland
- 2008 Museum Liaunig, Neuhaus[4], Österreich
- 2008 Römermuseum am Hohen Markt, Wien, Österreich
- 2009 KSM Wohnhausanlage, Wien, Österreich
- 2010 U31 Passivwohnhaus Universumstraße in Wien, Österreich
- 2010 Technisches Museum Wien Umgestaltung Eingangshalle, Wien, Österreich
- 2015 CGLA Citygate Tower Wohnhochhaus, Wien, Österreich
- 2015 CGLC Leopoldtower Wohnhochhaus, Wien, Österreich
- 2015 ASP Holzwohnbau Aspern, Aspern, Österreich
- 2015 AUC Auhofcenter, Wien, Österreich
- 2015 ODO Wohngebäude, Wien, Österreich
- 2016 HOE Firmencampus Hoerbiger Holding, Wien, Österreich
- 2017 UAC ball ground, Georgia US
- 2017 CRO croma pharma headquarters, Leobendorf, Österreich
- 2017 ATT Bildungscampus Attemsgasse, Wien, Österreich
- 2018 BAT Wohnhochhaus mit Sozialwohnungen und Arbeiterwohnheim ZAC Clichy Batignolles, Paris, Frankreich
- 2018 OLE Wohnpark, Wien, Österreich
- 2019 J5A Lakeside - Wohnhochhaus Aspern, Wien, Österreich
- 2021 EXPO 2020 - Österreich-Pavillon der Expo 2020, Dubai, UAE[5]
- 2021 IKEA Wien Westbahnhof - der gute Nachbar in der Stadt, Wien, Österreich[6]
- 2022 RAINBOW Skulptur im Kivik Art Centre, Kivik, Schweden[7]
- 2022 Karlheinz Hora-Hof, Gemeindebau Neu, Wien, Österreich[8]
- 2023 NB8 Taborama Wohnhochhaus, Wien, Österreich
- 2024 HOS-PH grünes Parkhaus JKU Linz, Linz, Österreich
- 2024 HOS house of schools JKU linz, Linz, Österreich
- 2024 NB1 Wohnbau Nordbahnhof, Wien, Österreich

## Wettbewerbserfolge (Auszug)
- 2004 MTL – Musiktheater Linz
- 2009 SMH – Sprengelmuseum Hannover
- 2013 BAT – Wohnbau Paris Batignolles (1. Preis)
- 2014 ATT – Bildungscampus Attemsgasse (1. Preis)
- 2015 POEGG – Landesausstellung Pöggstall (1. Preis)
- 2015 KRE – Krems Landesgalerie (2. Preis)
- 2016 SWN – Stadtheim Wiener Neustadt (1. Preis)
- 2017 IKEA – City Center Ikea (1.  Preis)
- 2017 HAK – Gemeindebau Neu am Handelskai (1. Preis)
- 2018 EXP – EXPO 2020 in Dubai (1. Preis)
- 2019 NB1 - Nordbahnhof III (1. Preis)
- 2019 HMC – Babyn Yar Holocaust-Denkmal (1. Preis)
- 2021 FOP - Forest Office Park (1. Preis)
- 2022 KEBA - Firmencampus (2. Preis)

## Auszeichnungen (Auszug)

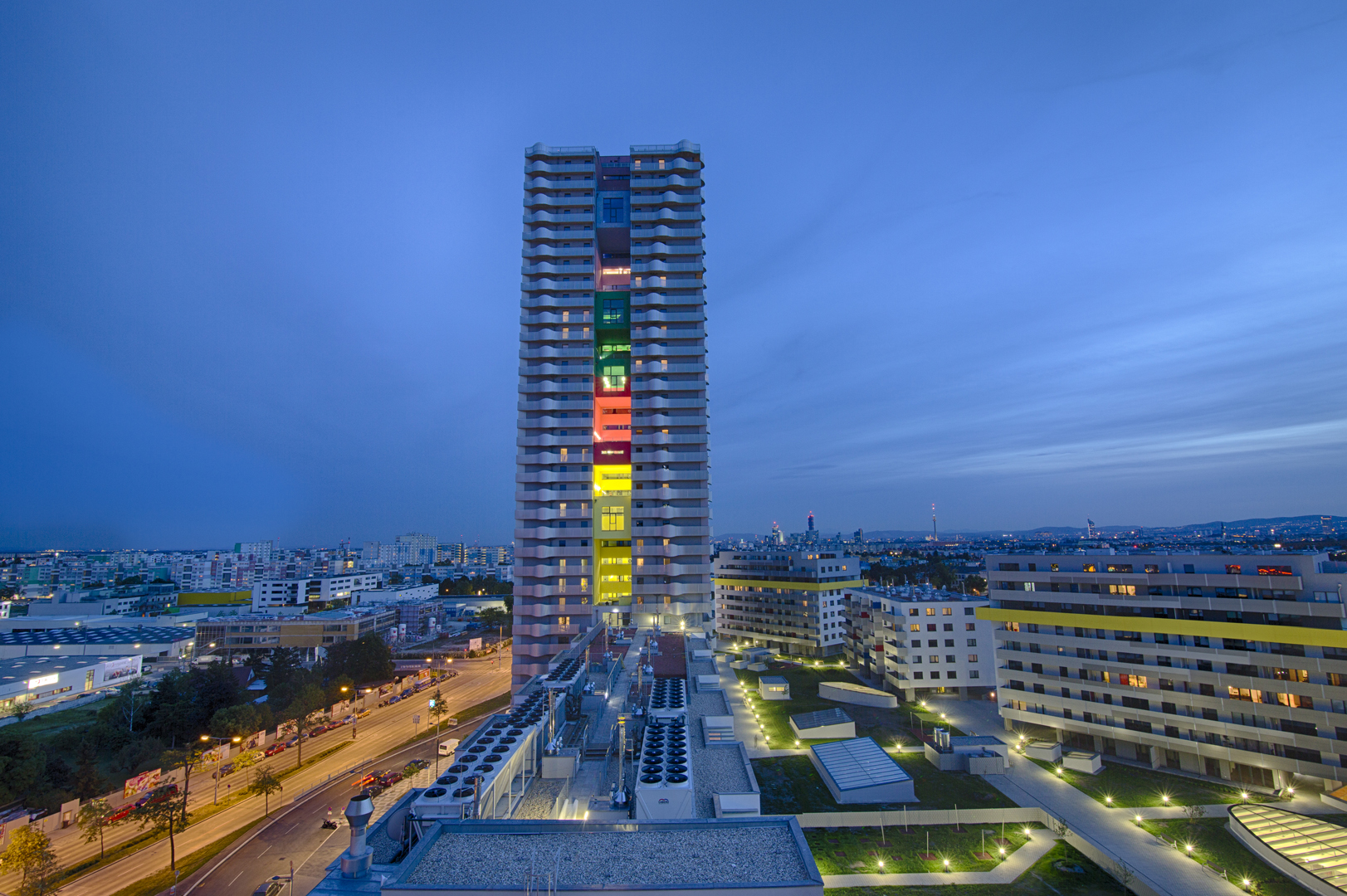
Citygate Tower in Wien-Floridsdorf

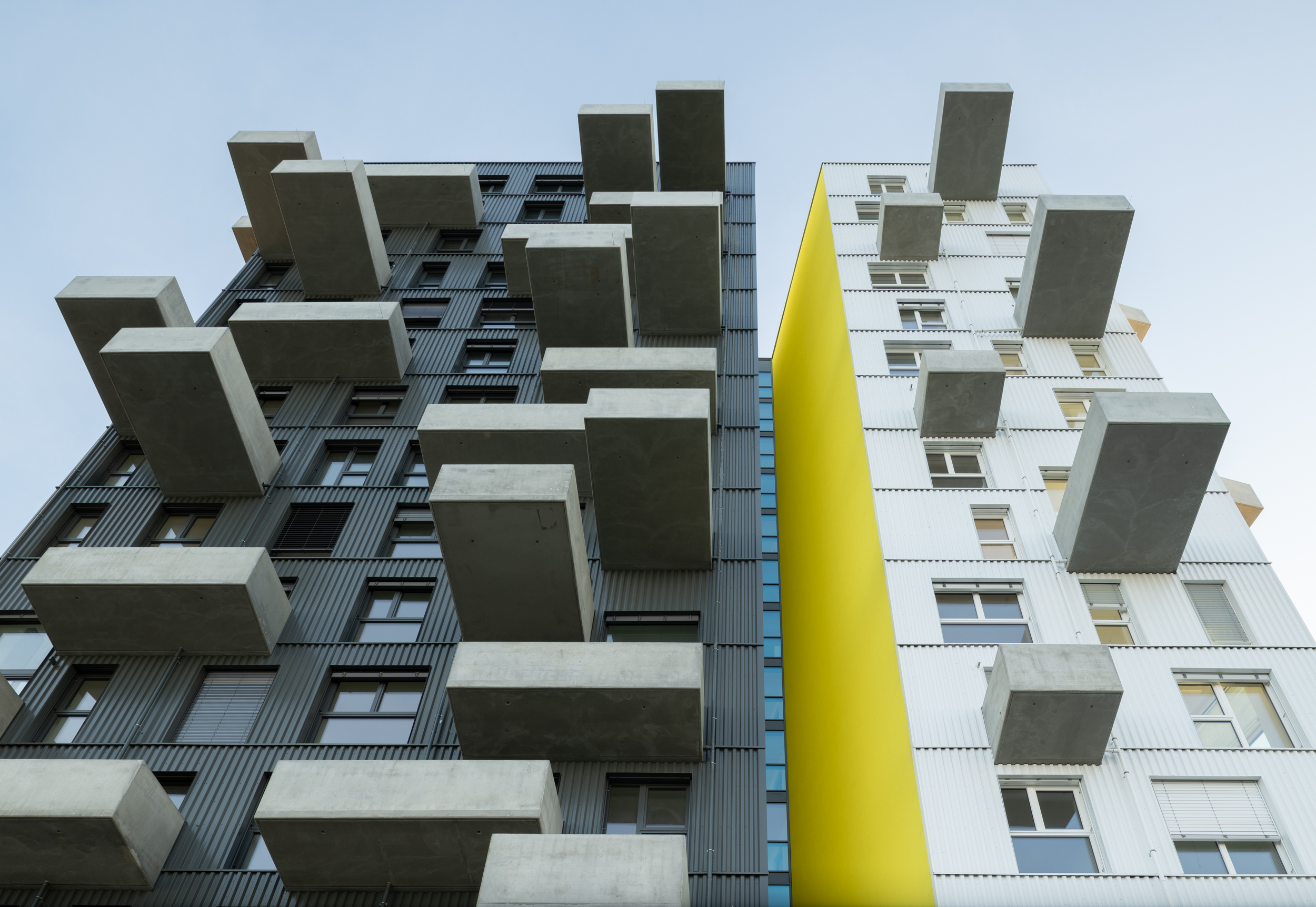
lakeside - Wohnhaus in der Seestadt Aspern

- 2002 Österreichischer Bauherrenpreis 2002 Trevision Betriebsgebäude in Großhöflein
- 2004 Young Architect of the Year Award – Building Design Great Britain
- 2006 Auszeichnung Guter Bauten Franken für Adi Dassler Brand Center[9]
- 2008 Nominierung zum Preis der europäischen Union für zeitgenössische Architektur
- 2009 International Architecture Awards – The Chicago Athenaeum
- 2009 Österreichischer Bauherrenpreis 2009 Museum Liaunig
- 2011 Österreichischer Museumspreis Museum Liaunig
- 2012 Architekt des Jahres –  ATGA Facility Management Verband
- 2012 Plus X Award – Internationaler Innovationspreis
- 2013 Staatspreis Architektur und Nachhaltigkeit U31 Passivwohnhaus Universumstraße
- 2015 Biennale Preis für internationale Architektur Argentinien
- 2016 Österreichischer Staatspreis für Architektur „Industrie & Gewerbe“ Nominierung HOE Firmencampus Hoerbiger Holding
- 2016 Emporis Skyscraper Award Top 10 – CGLA Citygate Tower
- 2017 first place award durch aci (american concrete institute) – UAC ball ground, Georgia US
- 2018 design award precast concrete institute – UAC ball ground, Georgia US
- 2018 Award des Internorm Architektur Wettbewerbs – CRO Headquarters Croma Pharma, Korneuburg
- 2018 The plan Award honorable mention – ASP Holzwohnbau Aspern, Wien
- 2021 German Design Award - österreichischer Pavillon der Expo2020 in Dubai[10]
- 2022 Austria Green Planet Building Award - österreichischer Pavillon der Expo2020 in Dubai[11]
- 2022 Staatspreis Design 2022 - Expo VIP-Lounge (Auszeichnung)[12]
- 2022 Österreichischer Bauherrenpreis 2022 - IKEA Wien Westbahnhof[13]
- 2023 Gebaut 2022 - Karlheinz Hora Hof
- 2023 Fiabci World Award - IKEA Wien Westbahnhof
- 2023 Staatspreis Architektur - IKEA Wien Westbahnhof
- 2023 Heinze Architektur Award-Beste Innovation - IKEA Wien Westbahnhof
- 2024 Mies Van der Rohe Award - IKEA Wien Westbahnhof (shortlisted)
- 2024 Österreichischer Metallbaupreis - IKEA Wien Westbahnhof
- 2024 Wiener Wohnbaupreis - Karlheinz Hora Hof
- 2024 gebaut 2023 - Taborama Wohnhochhaus
- 2024 European Prize for Architecture - The Chicago Athenaeum Museum
- 2024 German Design Award - Taborama Wohnhochhaus

## ARTE „Meine Stadt/Ma ville“

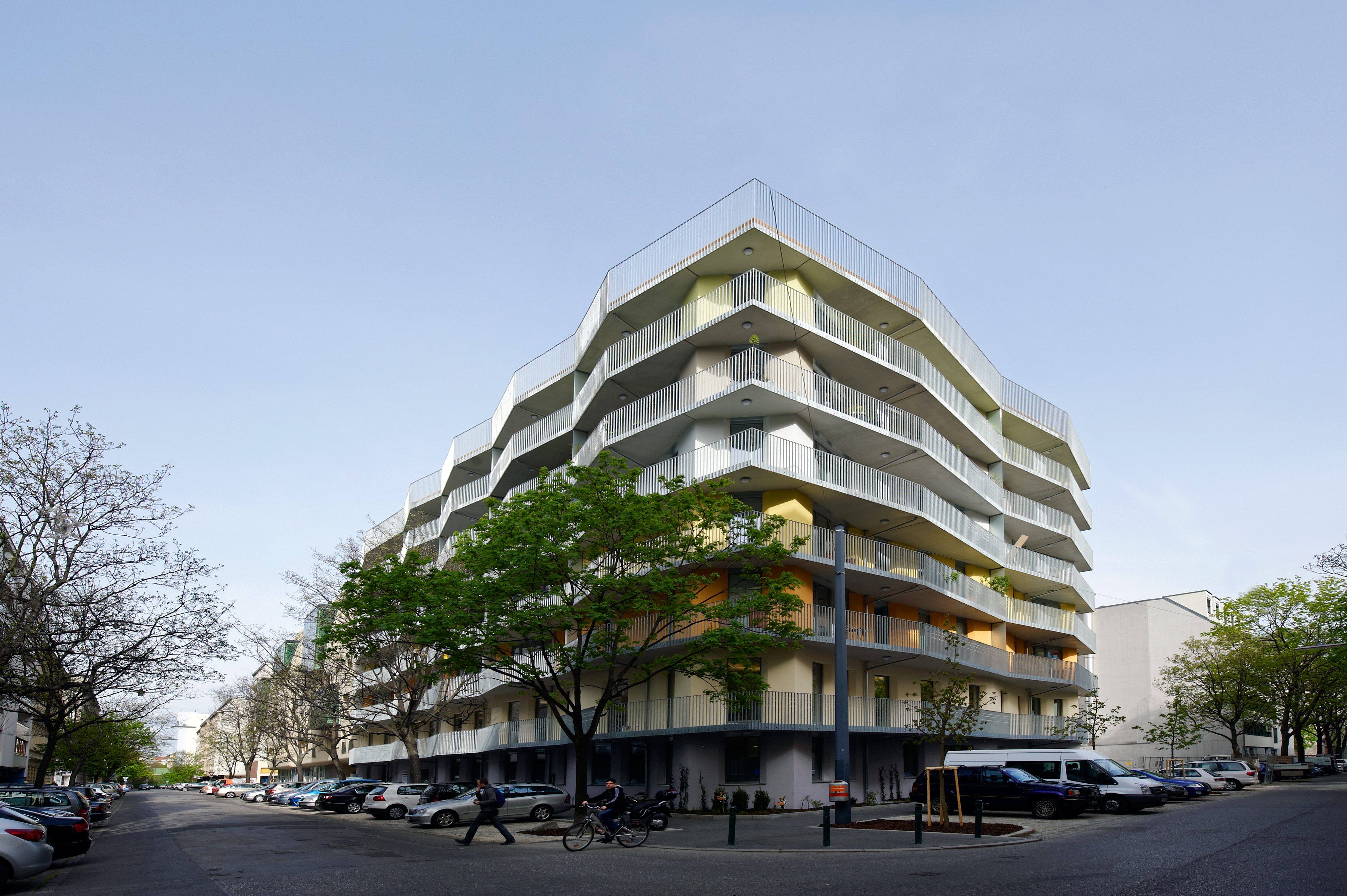
Passivwohnhaus Universumstraße

Im September 2013 strahlte der deutsch-französische TV-Sender arte die erste Folge von „Meine Stadt/Ma Ville“ aus. Jakob Dunkl bereist in jeder Folge mit einem Fernsehteam europäische Städte und Regionen. Gezeigt werden Gespräche und Rundgänge mit Architekten, Nutzern und Bauherren. 2016 wurden weitere Folgen der Architekturdokumentation ausgestrahlt. Besuchte Städte waren Amsterdam, Antwerpen, Bordeaux, das Ruhrgebiet, Köln, Kopenhagen, Luxemburg, Lyon, Nantes, München.